# 牡丹公园
牡丹公园位于河南省洛阳市涧西区牡丹路与西苑路交汇处，始建于1956年，是一座以洛阳牡丹为特色，运用当代园林建筑，融牡丹观赏区、水上娱乐区、儿童活动区、安静休憩区、花卉生产区为一体的综合性文化公园。它是一年一度的洛阳牡丹花会举办期间的主要观赏公园之一。